# اوترانتو (آیووا)

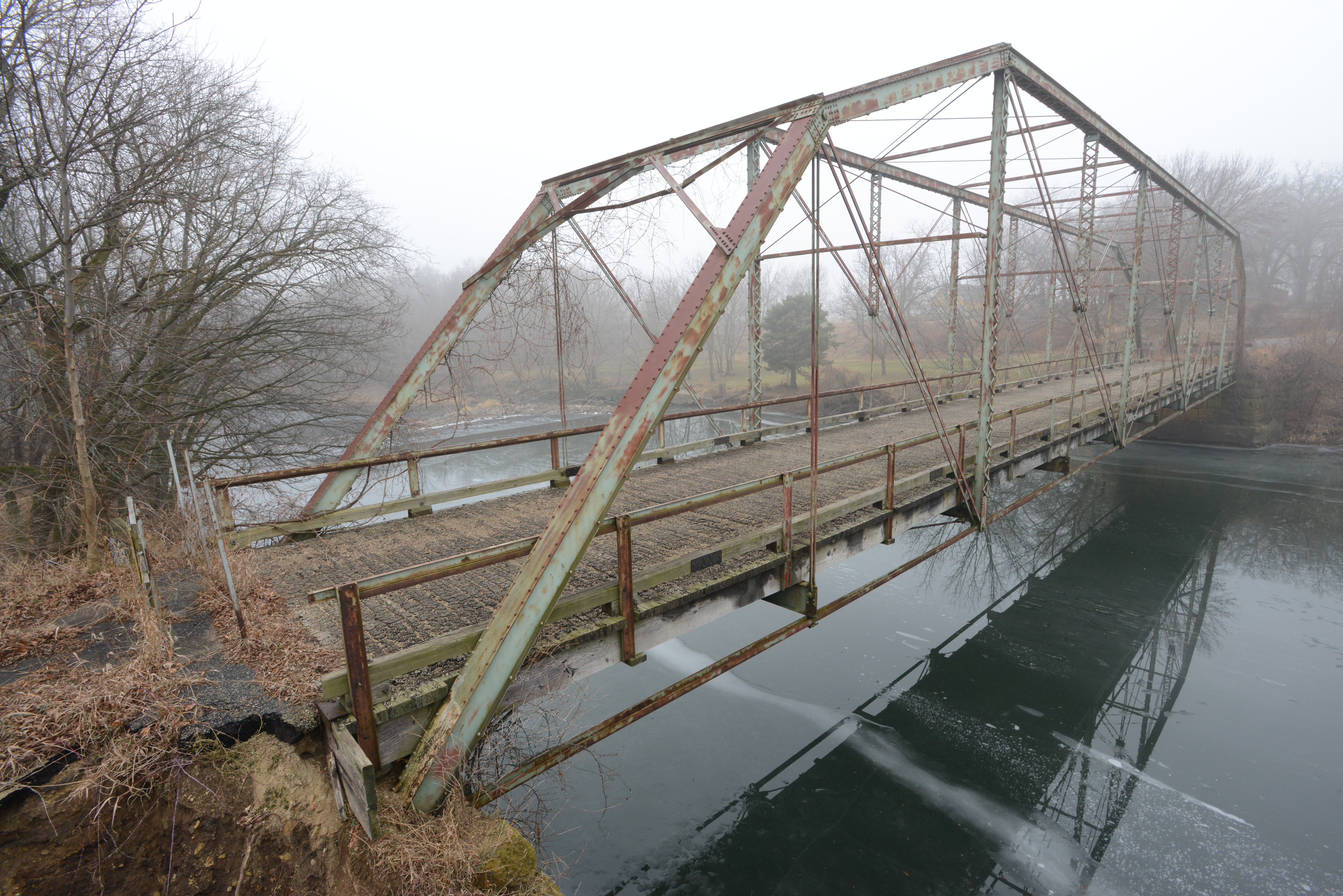
نمایی از پل اوترانتو در ایالت آیووا - ۲۰۱۳

اوترانتو (به انگلیسی: Otranto) شهری در ایالت آیووا کشور ایالات متحده آمریکا است که جمعیت آن در سرشماری سال ۲۰۱۰ میلادی، ۲۷ نفر بوده‌است.